# Bikarej
Bikarej är en ö i Marshallöarna.   Den ligger i kommunen Arnoatollen, i den sydöstra delen av Marshallöarna, 30 km nordost om huvudstaden Majuro. Arean är 2,5 kvadratkilometer.
Terrängen på Bikarej är mycket platt. Öns högsta punkt är 21 meter över havet. Den sträcker sig 6,4 kilometer i nord-sydlig riktning, och 2,7 kilometer i öst-västlig riktning.